# Stephanie Mawuli
Stephanie Mawuli (馬瓜ステファニ), née le 25 novembre 1998 à Toyohashi, est une joueuse japonaise de basket-ball.

## Biographie
Stephanie Mawuli est une joueuse japonaise de basket-ball qui joue en Women's Japan Basketball League pour les Toyota Antelopes (où joue également sa sœur Evelyn Mawuli), et l'équipe nationale du Japon de 3x3. 
Elle conduit l'équipe U23 de 3x3 au titre mondial en 2019. En 2018, elle devient la première joueuse à être médaillée à la fois en 5x5 et en 3x3 aux Jeux asiatiques.
Ses deux parents sont nés au Ghana avant de s'installer au Japon.
Elle est membre de l'équipe japonaise de basket-ball à trois qui dispute les Jeux olympiques de Tokyo.

## Palmarès
- Médaillée d'argent du championnat d'Asie U16 2016
- Médaillée d'argent du championnat d'Asie U16 2013
- Médaillée de bronze des Jeux asiatiques de 2014 en 3x3
- Médaillée de bronze des Jeux asiatiques de 2014